# Park Inn Berlín
El Park Inn Berlín localizado en Berlín, es el rascacielos más alto de la capital alemana, es ocupado por un hotel y tiene 37 pisos y una altura de 125 m, se ubica en Alexanderplatz, en el céntrico distrito de Mitte. 

## Historia
El complejo fue construido entre 1967 y 1970 durante la remodelación de la Alexanderplatz, encontrándose entonces situado en Berlín Oriental. Fue diseñado por el equipo de Roland Korn, Scharlipp Heinz y Hans Erich Bogatzky. Sin embargo, el diseño, construido difiere en la forma y la ubicación de la torre prevista en el plan de 1964 para la reurbanización de la plaza. El hotel abrió sus puertas como el Hotel Stadt Berlín,  para parte de la cadena Interhotel de Alemania del Este. Era un hotel de cuatro estrellas y se utilizó constantemente para el alojamiento de los representantes del COMECON. Había un restaurante panorámico en la planta 37 y ascensores inusualmente rápidos para la época y lugar.
En 1993, tras la reunificación alemana, pasó a llamarse Hotel Forum Berlín, y después de su adquisición por el grupo hotelero Rezidor en 2003, Park Inn Berlín. Hasta noviembre del año 2010 albergaba el casino más alto de Europa en su planta superior.
Hay un mirador público en la azotea, todas las habitaciones fueron reformadas en 2001, obra que costó 20 millones de €. Entre mayo y noviembre de 2005 la totalidad de 15.000 m² de su fachada fueron reemplazados por 6.800 nuevos paneles de vidrio espejo con un costo de 3 millones de €. En octubre de 2006, se levantaron dos antenas de 35 m de sobre el techo del edificio, con lo que la altura total del edificio pasó a ser de 149,5 metros (490 pies).
En diciembre de 2006 el hotel y las parcelas adjuntas del inmuebles fueron adquiridos por Blackstone Group.

## La Base
En la base de la torre se coloca un centro comercial de tres pisos que alberga un Burger King, una heladería, y algunas tiendas pequeñas. El piso superior ofrece acceso directo a la vecina Galería Kaufhof, y al igual que esta hay también una conexión con el edificio de Metro AG. Durante 15 años, la planta baja y los sótanos albergaban una gran tienda de electrónica Saturn, pero en marzo de 2009, esta se trasladó a un edificio nuevo adyacente.

## Futuro
El futuro del hotel y en especial el centro comercial de la base no está seguro, en los planes elaborados  para reconstruir Alexanderplatz desde la década de 1990 se prevé la demolición del hotel o como mínimo el centro comercial de la base de la edificación para permitir la construcción de tres nuevos edificios de gran altura.